# RK Lovćen Cetinje
RK Lovćen Cetinje (Rukometni klub Lovćen Cetinje) ist ein montenegrinischer Handballverein aus Cetinje.

## Geschichte
Der Club wurde 1949 gegründet. Schnell entwickelte sich der Verein zum Flaggschiff des montenegrinischen Handballs und Vertreter der gesamten Region; in der jugoslawischen Liga aber hatte es der Club hinter den Hauptstadtclubs RK Roter Stern Belgrad und RK Partizan Belgrad immer schwer. Erst um die Jahrtausendwende feierte der Verein seinen nationalen Durchbruch: In der Saison 1997/98 wurde man Zweiter der Meisterschaft und stand im Finale des Pokals. 2000 folgte die erste Meisterschaft, 2001 das Double. Auch in den folgenden Jahren gehörte der Club zur nationalen Spitze und qualifizierte sich regelmäßig für den Europapokal.
Nach der Unabhängigkeit Montenegros 2006 spielte der Club in der montenegrinischen Liga und wurde prompt Meister und Pokalsieger.
2007 verloren sie im EHF-Pokal in der ersten Runde gegen den luxemburgischen Verein aus Düdelingen mit 30:30 und 34:35. Sie verpassten damit eine Zweitrundenbegegnung gegen Madeira aus Portugal.

## Erfolge

### Serbien und Montenegro
- Meisterschaft: 2000, 2001
- Vizemeisterschaft: 1997, 1999, 2002, 2003
- Pokal: 2002, 2003
- Pokalfinale: 1998

### Montenegro
- Meisterschaft: 2006/07, 2011/12, 2012/13, 2013/14, 2014/15, 2017/18, 2018/19, 2019/20, 2020/21, 2022/23
- Pokal: 2006/07, 2008/09, 2009/10, 2010/11, 2011/12, 2012/13, 2013/14, 2014/15, 2016/17, 2017/18, 2019/20, 2020/21, 2021/22

## Bekannte ehemalige Spieler und Trainer
- Nikola Adžić
- Alen Muratović
- Pero Milošević
- Ljubomir Obradović (Trainer 2008–2009)
- Predrag Peruničić
- Vasko Ševaljević